# ШК Аустрия (Клагенфурт)
Аустрия (Клагенфурт) (на немски: Sportklub Austria Klagenfurt Спортен клуб Аустрия Клагенфурт) е австрийски футболен клуб от град Клагенфурт, играещ в австрийската Бундеслига. Основан на 29 април 1946 година. Домакинските си мачове играе на стадион „Вьортерзе Щадион“, с капацитет 32 000 зрители.

## История
Футболен клуб „Хартберг“ е основан в Австрия на 29 април 2007 година след фалита на „Аустрия (Кернтен)“. Започва да играе в първенството едва през 2010 г., след като се сливането със „Санкт Щефан“.
.
На 29 юни 2010 г. се провежда първото заседание на борда на клуба. На общото събрание, провело се в хотел Рьош, е избран първият президент на клуба Йозеф Лойбнегер. През сезон 2010/11 клубът започва да играе в Регионалната лига – Център, където отборът заема 7-мо място и по този начин не успява да влезе в Първа лига. За участие в Регионалната лига 2010/11 клубът получи около 550 000 евро от града..
През април 2011 г. става смяна на ръководството. Поради разногласия с градската администрация, Йозеф Лойбнегер подава оставка като президент, а Ханс Слокер, който преди това е вицепрезидент, е избран за президент от членовете на клуба.
На 27 октомври 2011 Петер Светиц е избран за президент на клуба, като дотогава е заемал длъжността на спортния директор във „Винер Нойщат“. Светиц обещава да върне клуба в Бундеслигата.

## Успехи
- Австрийска Бундеслига:
  - 6-то място (1): 2022/23
- Купа на Австрия:
- 1/4 финал (4): 2017/18, 2020/21, 2021/22, 2022/23
- Регионална лига-Център: (3 ниво)
  -  Шампион (1): 2014/15
- Купа на Кернтен:
- Носител (2): 2014, 2017